# Уайрика
Уайрика (англ. Yreka) — город на севере штата Калифорния (США). Административный центр округа Сискию. В 2010 году в городе проживали 7765 человек.
По данным Бюро переписи населения США Уайрика имеет площадь 26,05 квадратных километров.
Уайрика была основана вблизи ущелья Блэк-Галч в 1851 году, после того как там было найдено золото. Город был назван от индейского слова, которое означает «Северная гора». Он был инкорпорирован в 1857 году.

## Население
| Год переписи | Нас. |  | %±     |
| ------------ | ---- |  | ------ |
| 1860         | 1327 |  | —      |
| 1870         | 1063 |  | −19,9% |
| 1880         | 1059 |  | −0,4%  |
| 1890         | 1100 |  | 3,9%   |
| 1900         | 1254 |  | 14%    |
| 1910         | 1134 |  | −9,6%  |
| 1920         | 1277 |  | 12,6%  |
| 1930         | 2126 |  | 66,5%  |
| 1940         | 2485 |  | 16,9%  |
| 1950         | 3227 |  | 29,9%  |
| 1960         | 4759 |  | 47,5%  |
| 1970         | 5394 |  | 13,3%  |
| 1980         | 5916 |  | 9,7%   |
| 1990         | 6948 |  | 17,4%  |
| 2000         | 7290 |  | 4,9%   |
| 2010         | 7765 |  | 6,5%   |
| 2018         | 7556 |  | −2,7%  |

По данным переписи 2010 года население Уайрики составляло 7765 человека (из них 47,2 % мужчин и 52,8 % женщин), в городе было 3394 домашних хозяйств и 1969 семей. Расовый состав: белые — 83,6 %, коренные американцы — 6,3 % афроамериканцы — 0,7 %, азиаты — 1,2 % и представители двух и более рас — 5,8 %. 9,7 % населения города — латиноамериканцы (7,9 % мексиканцев).
Население города по возрастному диапазону по данным переписи 2010 года распределилось следующим образом: 24,1 % — жители младше 18 лет, 3,7 % — между 18 и 21 годами, 53,0 % — от 21 до 65 лет и 19,2 % — в возрасте 65 лет и старше. Средний возраст населения — 41,7 года. На каждые 100 женщин в Уайрике приходилось 89,5 мужчин, при этом на 100 совершеннолетних женщин приходилось уже 84,5 мужчин сопоставимого возраста.
Из 3394 домашних хозяйств 58,0 % представляли собой семьи: 39,4 % совместно проживающих супружеских пар (13,3 % с детьми младше 18 лет); 13,9 % — женщины, проживающие без мужей и 4,7 % — мужчины, проживающие без жён. 42,0 % не имели семьи. В среднем домашнее хозяйство ведут 2,27 человека, а средний размер семьи — 2,92 человека. В одиночестве проживали 35,4 % населения, 18,7 % составляли одинокие пожилые люди (старше 65 лет).

## Экономика
В 2017 году из 5806 человек старше 16 лет имели работу 2591. При этом мужчины имели медианный доход в 45 522 долларов США в год против 35 091 долларов среднегодового дохода у женщин. В 2016 году медианный доход на семью оценивался в 36 973 $, на домашнее хозяйство — в 32 675 $. Доход на душу населения — 21 416 $ в год. 22,8 % от всего числа семей в Уайрике и 27,5 % от всей численности населения находилось на момент переписи за чертой бедности.